# Georges Cottier
Pour les articles homonymes, voir Cottier (homonymie).
Georges Marie Martin Cottier OP, né le 25 avril 1922 à Carouge (Suisse) et mort le 31 mars 2016 à Rome, est un cardinal, prêtre dominicain, théologien et enseignant universitaire suisse.

## Biographie

### Études
Il fait ses études à l'Université de Genève, où il obtient une licence ès lettres classiques en 1944.
Il fait profession religieuse dans l'Ordre dominicain en 1945, il étudie ensuite la philosophie et la théologie jusqu'en 1952 à l'Université pontificale Saint-Thomas-d'Aquin (l'Angelicum) de Rome, où il obtient une licence canonique en Théologie. C'est pendant cette période qu'il accède à la prêtrise le 2 juillet 1951
Revenu à Genève en 1959, il obtient un doctorat à la Faculté des Lettres de l'Université de Genève, avec une thèse sur « L'athéisme du jeune Marx et ses origines hégéliennes ». Il est considéré comme un spécialiste de Marx et de l'athéisme.

### Philosophe et théologien
Il subit l'influence intellectuelle du théologien Charles Journet et s'oppose aux totalitarismes, ce qui aboutit à la déclaration du concile Vatican II sur la liberté religieuse. Il s'oppose en particulier au marxisme alors que celui-ci est très populaire dans les années 1950. Il œuvre au dialogue et à la réconciliation avec les Juifs.
En 1962, il est nommé Privat-docent de philosophie à la Faculté des Lettres de l'Université de Genève, puis chargé de cours de 1971 à 1987. À ce titre, il dirigera la thèse de doctorat du prédicateur musulman Hani Ramadan.  Il enseigne également l'histoire de la philosophie moderne et contemporaine à l'Université de Fribourg de 1973 à 1990.
En 1986 il est invité par l'Université Libre de Bruxelles à parler des rapports entre l’Église catholique et la Franc-maçonnerie. 
Parallèlement, il publie plusieurs ouvrages sur des sujets théologiques et philosophiques. 
À la demande du pape Jean-Paul II, il s'installe à Rome en 1989 pour être théologien de la Maison pontificale (jusqu'en 2005) et secrétaire général de la Commission théologique internationale (jusqu'en 2004).

### Cardinal
À 81 ans, Georges Cottier est créé cardinal, non électeur, par Jean-Paul II au titre cardinalice de Santi Domenico e Sisto lors du consistoire du 21 octobre 2003, après que le pape l'eut nommé archevêque titulaire de Tullia (de) le 7 octobre 2003, et qu'il fut consacré évêque par le cardinal Christoph Schönborn, archevêque de Vienne, le 20 octobre 2003. Il ne peut donc pas prendre part aux votes des conclaves de 2005 (élection de Benoît XVI) et de 2013 (élection de François).
En 2007, sa biographie est publiée sous le titre Georges Cottier : Itinéraire d'un croyant. Le 11 décembre 2011, il préside à l'ordination épiscopale de Charles Morerod comme évêque de Lausanne, Genève et Fribourg. Le 12 juin 2014, il est élevé à l'ordre des cardinaux-prêtres. Il meurt à l'hôpital Gemelli à Rome le 31 mars 2016, ses obsèques sont célébrées à la basilique Saint-Pierre le 2 avril, il est enterré au cimetière du Verano, adjacent à la basilique Saint-Laurent-hors-les-Murs.

## Succession apostolique
Georges Cottier a ordonné les évêques suivants :
- Évêque Charles Morerod, O.P. (2011)

## Œuvres
- L'athéisme du jeune Marx, Paris, éd. Vrin, 1959
- Du Romantisme au Marxisme, Paris, Alsatia, 1961
- Église et pauvreté, Paris, Cerf, 1965
- Chrétiens et marxistes. Dialogue avec Roger Garaudy (préf. père Chenu), Tours, 1967, Mame
- Régulation des naissances et développement démographique. Perspectives philosophiques et théologiques, Paris-Bruges, Desclée de Brouwer, 1969
- Horizons de l'athéisme, Paris, Cerf, 1969
- La mort des idéologies et l'espérance, Paris, Cerf, 1970
- Etica dell'intelligenza, Vita e Pensiero, 1988
- Histoire et connaissance de Dieu, Fribourg, éd. universitaires, 1993
- Défis éthiques, Saint Maurice (Suisse), éd. Saint-Augustin, 1996
- Valori e transizione : il rischio dell'indifferenza, Studium, 1994
- Les Chemins de la raison : questions d'épistémologie théologique et philosophique, Saint-Maur Parole et Silence, 1997
- Mémoire et repentance, pourquoi l'Église demande pardon, Parole et Silence, 1998
- Le désir de Dieu : au cœur de Saint-Thomas, Saint-Maur Parole et Silence, 2002
- Vous serez comme des dieux, Saint-Maur Parole et Silence, 2009
- Humaine raison : contributions à une éthique du savoir, Lethielleux, 2011
- Ateismi di ieri e di oggi, La Scuola, 2012
- Regards catholiques sur la Franc-maçonnerie, éd. du Rocher, 2012
- La mémoire des sources : Pour une philosophie de la religion, Paris, Cerf, 2015